# Personalhøjhed
Personalhøjhed er et begreb der anvendes i den folkeretslige terminologi i forbindelse med fastlæggelsen af staternes jurisdiktion, og supplerer her reglerne om territorialhøjhed. 
Personalhøjheden, også betegnet som det aktive personalprincip, regulerer staternes kompetence til at fastsætte retsregler vedrørende egne statsborgere, uanset hvor disse skulle befinde sig . Det vil med andre ord sige, at love vedtaget i Danmark skal overholdes af danske statsborgere uanset hvor de rejser hen, og at de danske myndigheder kan straffe danske statsborgere for strafbare handlinger begået i udlandet. Dette gælder uanset at de begåede handlinger ikke er strafbare i det pågældende land, men alene efter dansk lov.